# Economía del Imperio Rashtrakuta
El Imperio Rashtrakuta de Manyakheta llegó al poder en el sur de la India en el año 753 a. C. y gobernó durante más de dos siglos. En su apogeo, los Rashtrakutas de Manyakheta gobernaban un vasto imperio que se extendía desde el río Ganges y el interfluvio del río Yamuna en el norte y hasta el cabo Comorin en el sur, en una época de expansión política, logros arquitectónicos y afamadas contribuciones literarias.
La economía de Rashtrakuta consiguió su financiación de sus productos naturales y agrícolas, sus ingresos de fabricación y dineros obtenidos de sus conquistas. El algodón era la principal cosecha de las regiones del sur de Guyarat, Khandesh y Berar, mientras que el hilo de algodón y las telas se exportaban de Bharuch y el incienso y los perfumes de los puertos de Thana y Saimur. Minnagar, Gujarat, Ujjain, Paithan y Tagara fueron centros importantes de la industria textil. Los calicos blancos se fabricaron en Burhanpur y Berar y se exportaron a Persia, Turquía, Polonia, Arabia y El Cairo. Los cereales como el sorgo se cultivaron en algunas regiones de Maharashtra moderno y semillas oleaginosas en áreas secas de la región norteña de Karnataka. La región de Konkan, gobernada por el feudal Silharas, produjo grandes cantidades de hojas de betel, coco y arroz, mientras que los exuberantes bosques de Mysore, gobernados por los agresivos Gangas, producían maderas tales como sándalo, madera, teca y ébano. El imperio Rashtrakuta controlaba la mayor parte de la costa occidental del subcontinente ya que facilitaba su comercio marítimo.
El suelo decácano, aunque no tan fértil como el de las llanuras del Ganges, era rico en minerales. Las minas de cobre de Cudappah, Bellary, Chanda, Buldhana, Narsingpur, Ahmadnagar, Bijapur y Dharwar eran una gran fuente de ingresos y desempeñaban un papel importante en la economía. Los diamantes fueron extraídos en Cudappah, Bellary, Kurnool y Golconda; la capital Manyakheta y Devagiri eran importantes centros de comercio de diamantes y joyas. La muselina se fabricó en Paithan y Warangal y la industria del cuero y el curtido florecieron en Guyarat. Algunas regiones del norte de Maharashtra y Mysore, con sus vastas manadas de elefantes, fueron importantes para la industria del marfil. La rama de Gujarat del imperio obtuvo un ingreso significativo del puerto de Bharoch, uno de los puertos más importantes del mundo en ese momento. Otros puertos importantes fueron Naosari, Sopara, Thana, Saimur, Dabhol, Jayagad, Kharepatan y Kalyan. Las principales exportaciones del imperio fueron hilados de algodón, telas de algodón, muselinas, pieles, alfombras, índigo, incienso, perfumes, nueces de betel, cocos, sandalias, teca, madera, aceite de sésamo y marfil. Sus principales importaciones fueron perlas, oro, dátiles de Arabia, esclavos, vinos italianos, estaño, plomo, topacio, storax, trébol dulce, vidrio de sílex, antimonio, monedas de oro y plata, cánticos de niños y niñas (para el entretenimiento de la realeza) de otras tierras. El comercio de caballos era un negocio importante y rentable que lo monopolizaba los árabes y algunos comerciantes locales.

## Prácticas
Los bueyes y los carros de bueyes se usaban para viajes de negocios y de placer dentro del reino. Mientras que los caballos de calidad superior servían para la caballería del ejército, los caballos inferiores se usaban como animales de carga para mover mercancías, especialmente en las regiones montañosas donde los carros tirados por ganado eran demasiado lentos. Comprar y vender tierras no era solo asunto de las dos partes interesadas, sino que necesitaba el consentimiento de los ancianos del pueblo y los mahajans (brahmines). Los artistas y artesanos operaban como corporaciones más que como negocios individuales. Las inscripciones mencionan gremios de tejedores, petroleros, artesanos, fabricantes de cestas y tapetes y vendedores de frutas. Una inscripción Saundatti se refiere a un conjunto de todas las personas de un distrito encabezado por los gremios de la región. El gremio de tejedores de Lakshmeshwar, en Gadag, tenía un jefe ejecutivo y el gremio Mulgund tenía cuatro ejecutivos con una membresía de unos dos mil artesanos. Los gremios más grandes fueron los gremios Vira Balanju de Belgamve (Balligavi) con nueve líderes y la inscripción Miraj menciona otra con diecinueve ejecutivos. La cantidad de ejecutivos dependía directamente de la membresía en el gremio. El gremio Belgamve tenía quinientas descripciones (Shasana) escritas describiendo las reglas y regulaciones a las cuales todos los miembros tenían que adherirse. Algunos gremios se consideraban superiores a otros, al igual que algunas corporaciones, y recibían cartas reales que determinaban sus poderes y privilegios. La inscripción de Dambal menciona su gremio como el «señor de Aihole» y que sus miembros poseían sus propios paraguas reales. Las inscripciones sugieren que estos gremios tenían su propia milicia para proteger los bienes en tránsito y, al igual que las asambleas de las aldeas, operaban bancos que prestaban dinero a comerciantes y empresas.

## Impuestos
La información sobre el sistema de ingresos del reino ahora está disponible a partir de sus concesiones de placas de cobre, escrituras contemporáneas e inscripciones de reinos vecinos. Las cuentas de escritores musulmanes de la época también proporcionan una idea de los detalles. Los ingresos del gobierno provienen de cinco fuentes principales: impuestos regulares, impuestos ocasionales, multas, impuestos a la renta y tributos de feudatarios. Los impuestos regulares se llamaban Ujranga, Uparikara, Sidddhaya y Visthi. Hubo también algunos impuestos mixtos. Los impuestos ocasionales se llamaban chcitabhata pravesadavala y Rajasevakanam vasatidan. También se impuso  ocasionalmente un impuesto de emergencia. El impuesto a la renta incluía impuestos sobre la tierra de la corona, terrenos baldíos, tipos específicos de árboles considerados valiosos para la economía, minas, sal, tesoros desenterrados por prospectores, y propiedades y dineros de personas que murieron sin heredero.
Ujranga y Uparikara eran impuestos universales a los productos aplicados a artículos como hojas de betel, frutas, verduras, flores y pasto. Esto pudo haber incluido algunos impuestos adicionales para pagar los sueldos de los funcionarios del gobierno. El propietario o inquilino de la tierra pagaba una variedad de impuestos, incluidos los impuestos a la tierra, los impuestos a los productos y el pago de los gastos generales para el mantenimiento de la Gavunda. Se ha propuesto la teoría de que la Udranga se aplicó a propietarios de tierras permanentes y uparikara a arrendatarios temporales de tierras. Los impuestos a la tierra fueron variados, según el tipo de tierra, su producción y situación. Una inscripción de Banavasi de 941 menciona una revaluación del impuesto a la tierra debido a la desecación de un antiguo canal de riego en la región. Se determinaron varios niveles de impuestos que van del 8% al 16%. El rey determinó los niveles de impuestos en función de las necesidades y las circunstancias del reino, al tiempo que garantizaba que no se cargara excesivamente a los campesinos. Una parte de todos los impuestos ganados por el gobierno (generalmente 15%) fue devuelto a las aldeas para mantenimiento. No se mencionan los impuestos sobre el agua, las carreteras y otras instalaciones locales. El imperio Rashtrakuta estaba frecuentemente en guerra con los Palas y Gurjaras, una situación política que requería un gasto significativo para mejorar y mantener el ejército. El impuesto a la tierra, y por lo tanto al hombre, fue muy elevado, tanto como hasta el 20%.
Los impuestos sobre las tierras y los bienes cedidos a los héroes de guerra fueron gravados levemente mientras que otras tierras fueron gravadas en tres cuotas. Este tipo de impuestos se llamaba Balagachchu. La inscripción Ukkal registra que cuando los propietarios de la tierra no pagaban los impuestos durante tres años seguidos en circunstancias normales, las tierras eran confiscadas y vendidas por la comunidad del pueblo. En la mayor parte del reino, los impuestos a la tierra se pagaban en bienes y servicios y rara vez se aceptaba efectivo. Esto también era cierto en los dominios de las feudales Gangas y Cholas.  De las inscripciones se sabe que los graneros y almacenes propiedad del gobierno aseguraban que el grano y el maíz de la mejor calidad estuvieran disponibles a precios de mercado, mientras que el material viejo o de baja calidad se subastaba a precios de ganga o se destruía. Un impuesto llamado Bhutapattapratyaya se aplicaba a los artículos importados llamados upatta, mientras que los artículos producidos localmente se llamaban bhuta y los artículos manufacturados y almacenados se llamaban sambhrta. Además, se aplicaron impuestos indirectos generales y se aplicaron impuestos locales a las aldeas. Los impuestos se aplicaban a los artículos cotidianos del hogar como la mantequilla clarificada y el carbón. Entre las personas rurales no agrícolas, los ganaderos y los criadores de ganado también tenían que pagar impuestos.
El gobierno de Rashtrakuta impuso un impuesto de envío de un Gadyana dorado a todas las embarcaciones extranjeras que embarcaban a otros puertos y una tarifa de un Ctharna plateado a los barcos que viajaban localmente. Su moneda de oro se llamaba honnu o gadyana y pesaba 62 granos de oro. Se dividían en pana o hana, unidades que valían una décima parte del honnu. Estas, a su vez, se subdividían en haga, equivalentes a una cuarta parte del pana, y la división más pequeña se llamaba visa, una cuarta parte de haga. Había otras monedas llamadas bele y kani. Los términos hana y bele se usan todavía en el canarés moderno y significan «dinero» y «coste», respectivamente.
Se aplicaron impuestos a todos los tipos de artesanos como alfareros, pastores de ovejas, tejedores, petroleros, tenderos, dueños de puestos, cerveceros y jardineros. Los impuestos sobre los productos perecederos, como pescado, carne, miel, medicinas, frutas y productos básicos como el combustible, llegaron al 16%. Debajo de los impuestos misceláneos se incluían los impuestos sobre el ferry y la vivienda, y solo los  brahmanes y las instituciones de su templo estaban sujetos a una tasa menor. Algunas formas de impuestos eran ocasionales o poco comunes, recaudadas en aldeas solo durante el campamento del ejército o la policía (Bhafas) en una marcha. En tales circunstancias, al ejército (Chata) se le permitió acceso limitado a la aldea o municipio y eso solo bajo circunstancias especiales que aseguraron que la vida diaria en las comunidades continuara sin impedimentos. Los obsequios habituales se entregaban al rey o a los oficiales reales en ocasiones festivas tales como el matrimonio o el nacimiento de un hijo.
Los «impuestos de emergencia» se describen en los escritos de Somadeva y se aplicaron en circunstancias extraordinarias cuando ni siquiera los brahmanes y los templos fueron excluidos. Estos eran aplicables cuando el reino estaba bajo coacción, enfrentado a calamidades naturales, o preparándose para la guerra o superando sus estragos. Las multas fueron importantes en pueblos social o políticamente alienados; el término utilizado es Sadandadas aparadhah o Pratishisiddhaya. Dado que estos impuestos eran poco comunes, los ingresos a declarar de estas fuentes eran pequeños en general. Los ingresos en propiedades del gobierno incluyeron impuestos sobre parcelas callejeras de tierras cultivables, bosques, productos forestales, tierras baldías, tierras en espera de cultivo y árboles específicos como sandalia, hirda, mango y madhuka, incluso cuando estos se encontraban creciendo en propiedad privada. El reino no reclamaba toda la tierra dentro de su territorio. Un registro del rey feudal Vaidumba desde el sur de Deccan dice que el rey tuvo que comprar tres velos de tierra de una asamblea local para asignarlo a un templo en una aldea. Los impuestos sobre la sal y los minerales eran obligatorios, aunque el imperio no reclamaba la propiedad exclusiva de las minas, lo que implicaba que la prospección minera privada y el negocio de las canteras podrían haber estado activos. El término usado para estos impuestos era Sahadhyantara Siddhi. Los tesoros, incluso cuando se descubrieron en tierras privadas, se incluyeron como ganancias imponibles, al igual que los ingresos y propiedades de las personas que murieron sin herederos. Si no había sobrevivientes en la familia, el estado reclamaba todas las propiedades.